# 若雅克
若雅克（法語：Jaujac，法語發音：[ʒoʒak]）是法国阿尔代什省的一个市镇，属于拉让蒂耶尔区。

## 地理
若雅克（44°38'13"N, 4°15'23"E）面积24.27 平方千米，位于法国奥弗涅-罗讷-阿尔卑斯大区阿尔代什省，该省份为法国东南部内陆省份，北起顺时针与卢瓦尔省、伊泽尔省、德龙省、沃克吕兹省、加尔省、洛泽尔省和上盧瓦爾省接壤。
与若雅克接壤的市镇（或旧市镇、城区）包括：法布拉斯、若阿纳、拉布勒、梅拉斯、普吕内、罗克勒、圣西尔格德普拉德、拉苏什、蒂埃。

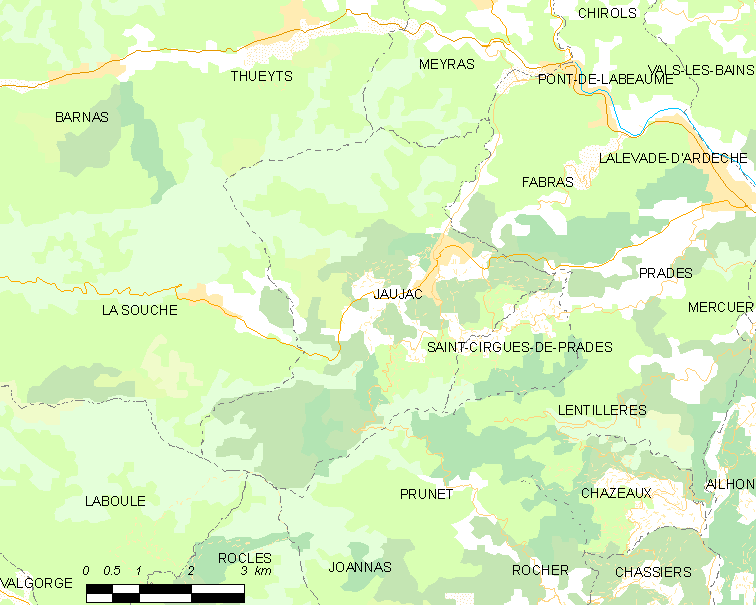
若雅克的OSM定位图

若雅克的时区为UTC+01:00、UTC+02:00（夏令时）。

## 行政
若雅克的邮政编码为07380，INSEE市镇编码为07107。

## 政治
若雅克所属的省级选区为上阿尔代什县。

## 人口

1962-2008年间若雅克人口变化图示

若雅克于2022年1月1日时的人口数量为1229人。